# Schloss Griesheim
Koordinaten: 50° 45′ 9,6″ N, 11° 2′ 22,5″ O
Das Schloss Griesheim war eine barocke Anlage, die um 1735 in Griesheim in Thüringen gebaut, in den 1920er Jahren modernisiert und 1948 auf Basis des berüchtigten Befehls 209 der Sowjetischen Militäradministration abgerissen wurde.

## Geschichte
Vom 12. Jahrhundert bis 1717 lebten auf Gütern in Griesheim mit dazugehörendem „Edelhof“ die Herren von Griesheim. 1720 erwarb Christian August von Lindenfels den Oberen Hof, 1739 auch den Unteren Hof des Ritterguts. In dieser Zeit entstand das zweigeschossige barocke Schloss auf dem Kirchberg, unter Einbeziehung von Resten des alten Herrensitzes. Schloss und Kirche bestimmten von nun an über Jahrhunderte das Bild von Griesheim. 1744 wurden die Güter an die Fürstliche Kammer zu Rudolstadt veräußert und 1751 durch Carl Joseph von Hoheneck erworben. Nach drei Generationen im Besitz dieser Familie wurde der Besitz 1834 wieder an die Fürstliche Kammer Rudolstadt verkauft. Diese verpachtete die Güter an „hochherrschaftliche“ Pächter und Amtmänner. Da 1851 ein neues Verwalterhaus gebaut wurde, war von da an das Schloss über Jahrzehnte unbewohnt. Es wurde jedoch zweimal im Jahr inspiziert und Mängel wurden beseitigt. 1898 hat man den schönen, aber baufälligen Altan abgetragen. Auch der alte Gang vom Obergeschoss des Schlosses zur benachbarten Kirche Maria Magdalena wurde beseitigt.

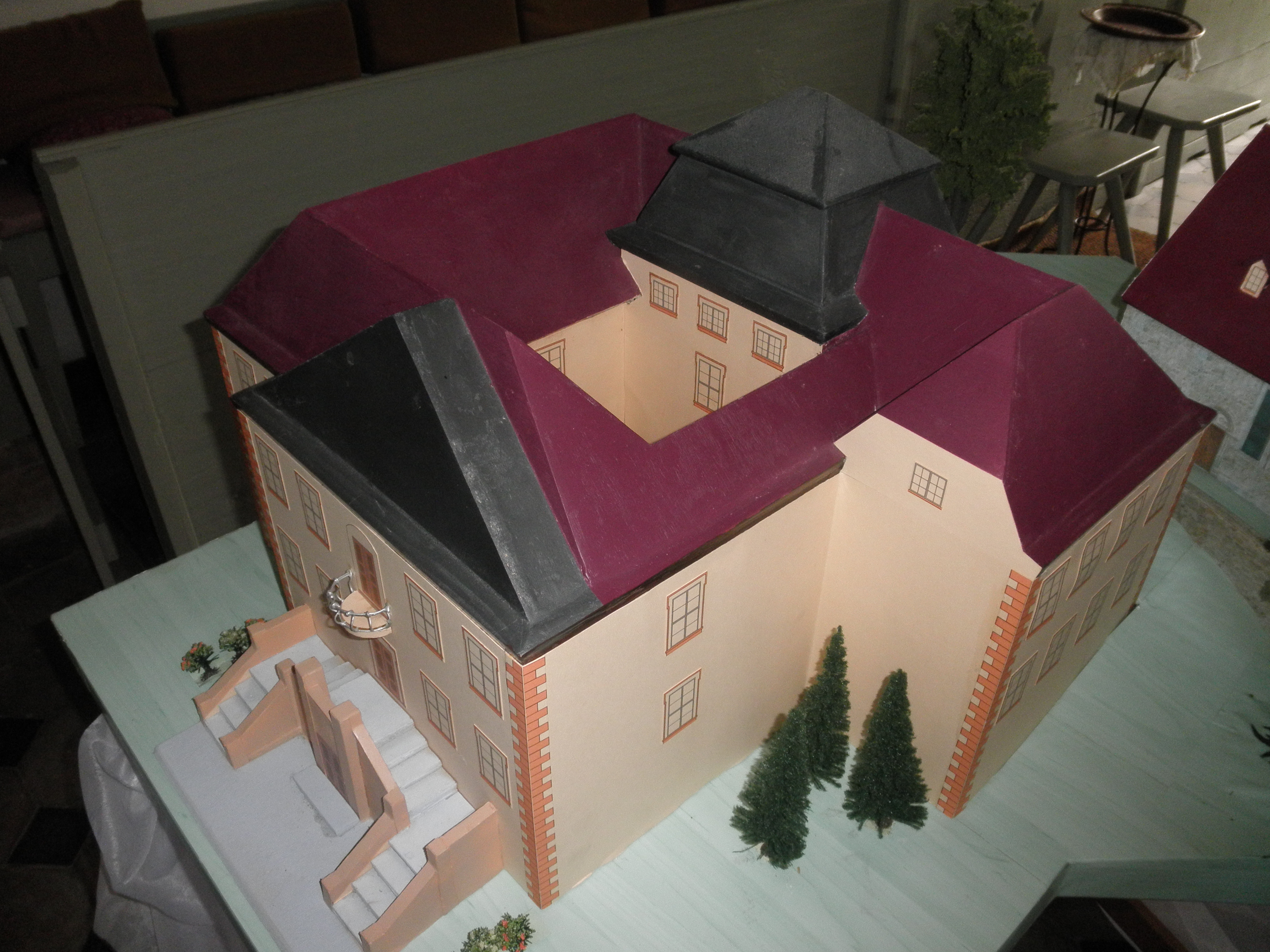
Abgerissenes Schloss Griesheim im Modell

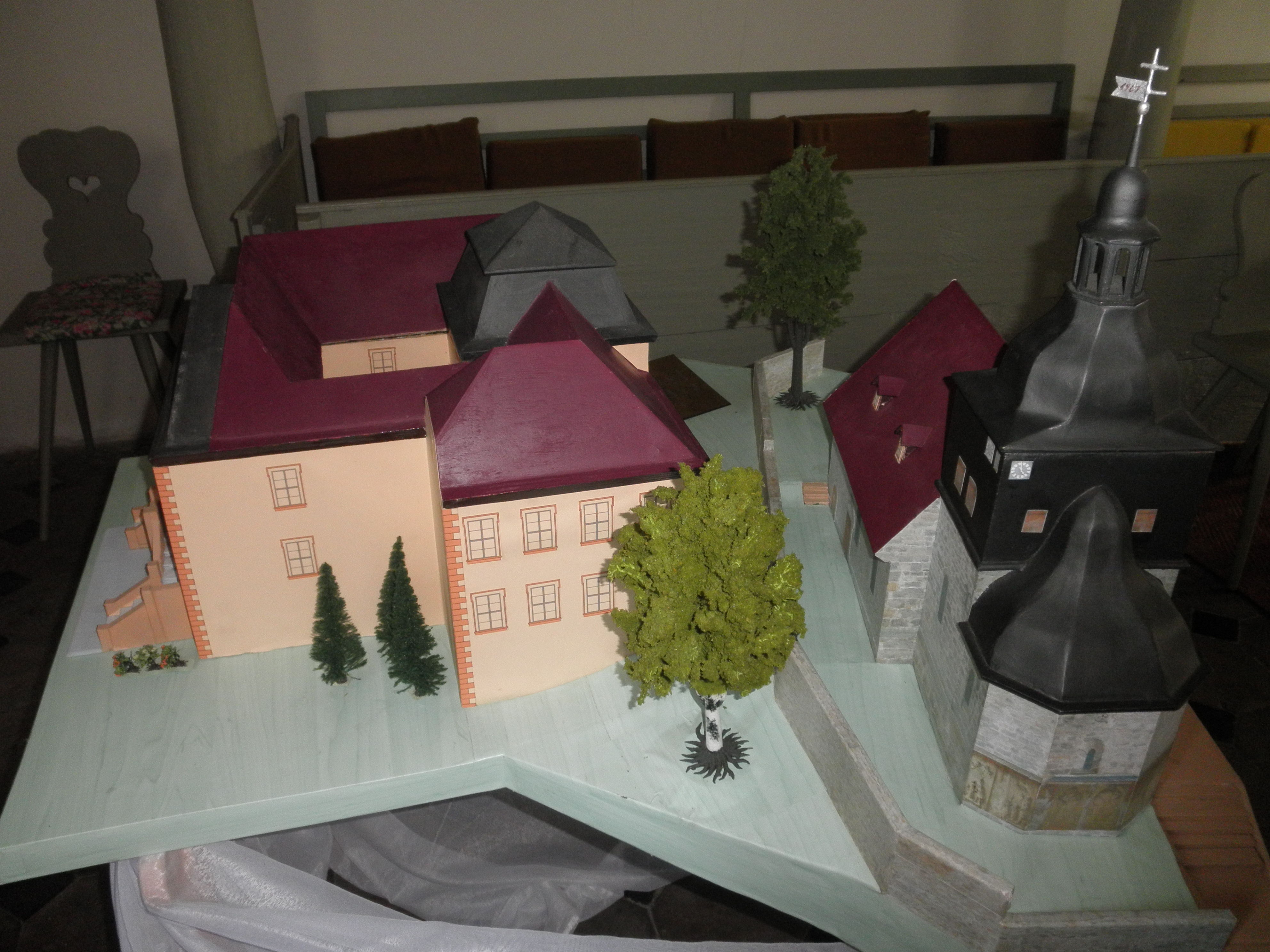
Früheres Schloss und Kirche

Ab 1909 wurde Gerhard Jordan einer von zwei Pächtern des Fürstlichen Kammerguts. Er kehrte als Major aus dem Ersten Weltkrieg zurück. Griesheim wurde Staatsdomäne des neuen Landes Thüringen. Ab 1924 war Jordan alleiniger Pächter. Er hatte mit Erfolg die „Wiederbewohnbarmachung“ des Schlosses beantragt, die 1922–1924 auch erfolgte – unter Beteiligung von Jordan. Zur Modernisierung gehörten der Bau einer Freitreppe und eines Balkons sowie eine Warmwasserheizung für das ganze Haus.
Das zweigeschossige Schloss war ein 18 Meter hoher, mit 30 (37) mal 25 Metern nahezu quadratischer Bau mit einem Lichthof in der Mitte. Das Gebäude war komplett unterkellert, mit Kreuzgewölben. Es umfasste neben einem Festsaal 16 weitere Räume. Die meisten hatten Stuckdecken, in beiden Geschossen befanden sich künstlerisch wertvolle alte Öfen. Das Schloss war bis Kriegsende 1945 in gutem baulichem Zustand.
Ab 1944 wohnte der Kernphysiker Dr. Kurt Diebner mit seiner Familie und einigen Mitarbeitern im Schloss. Er forschte in einem Experimentallabor in Stadtilm, weil er die Forschungseinrichtung in Gottow bei Berlin hatte verlassen müssen. Kurz nachdem die Wehrmacht Diebner nach Bayern evakuiert hatte, erschien mit der US-Besatzung ein wissenschaftlicher Suchtrupp („Alsos“) im Schloss. Er fragte sofort nach dem Physiker und untersuchte das Schloss gründlich. Frustriert durch das Fehlen von Geheimnissen, labten sich die Amerikaner an dem vorgefundenen Rotwein. Das schilderte die Tochter von Major Jordan, die den kranken Vater pflegte. Der letzte Pächter von Schloss und Gut verstarb noch im Jahre 1945. In das Schloss zogen Flüchtlinge aus dem Osten ein.
Unter sowjetischer Besatzung wurden die enteigneten 150 ha Land der Domäne, Gebäude, Vieh, Maschinen und Geräte durch eine Bodenreform-Kommission des Ortes an 37 Familien aufgeteilt.
Anfang 1948 wurde auf der Basis des Befehls 209 der SMAD durch die Landes- und Kreis-Kommission zur Durchführung der Bodenreform „der Abriß des Schlosses zur Materialgewinnung für Neubauerngehöfte“ angeordnet. Der Ortschronist vermerkte: In Griesheim gab es anfänglich Schwierigkeiten mit dem Beginn des Abrisses. Viele Bewohner, darunter der Ortspfarrer, waren gegen einen Abriss, weil sich das Gebäude in einem guten Zustand befand und weil vier Familien mit 20 Personen („Umsiedler“) darin untergebracht waren. Schließlich wurde im April mit der Abdeckung des Daches begonnen. Kurze Zeit später haben beherzte Bürger das Dach wieder zugedeckt. Aber auf Druck der Sowjets und unter Androhung von Strafmaßnahmen wurde im Spätsommer der Abriss durch ein auswärtiges Spezialkommando in kürzester Zeit durchgeführt. Nur noch ein Erdhügel erinnert heute an den Standort des Griesheimer Schlosses. Der Gewinn an geeignetem Baumaterial (Sandstein, gusseiserne Stützen) für die Fundamente und Keller von 9 Neubauerngehöften war sehr gering. Mitarbeiter des Schlossmuseums Arnstadt hatten noch drei wertvolle Barocköfen, diverse Schränke und die Löwenfiguren der Freitreppe retten können. Auch Denkmalschützer hatten sich gegen den Abriss ausgesprochen.
Das Land Thüringen hat sein eigenes Schloss abreißen lassen. Es stand dabei unter erheblichem sowjetischem Druck. Der Chef der SMAD Thüringen, Garde-Generalmajor Kolesnitschenko, erhob in einem Schreiben an den Ministerpräsidenten von Thüringen schwere Vorwürfe gegen die Orte, die Herrenhäuser und Schlösser abreißen sollten: Sabotage, Hintertreibung des Befehls 209, feindliche Propaganda, „verbrecherische Langsamkeit“ bei Abrissen, schädlicher Brauch der „Ergatterung“ solcher Gebäude für öffentliche und kulturelle Aufgaben, um diese zu retten. Damit wäre Schluss zu machen.